# 寇养厚
寇养厚（1942年7月11日—2019年11月22日），斋名雕虫斋，生于陕西长安，中国报社编辑、学者、诗人。曾任山东大学《文史哲》编辑部副主编，长于中国古代文学诗词的研究。

## 生平
1966年毕业于陕西师范大学中文系。1977年进入山东大学《文史哲》编辑部工作，1994年－2002年任副主编，2004年退休。
2019年11月22日19时54分，因病在济南去世，享年78岁。

## 作品
- 《古代文史论集》
- 《雕虫斋律诗集》
- 《雕虫斋咏史七律诗集》